# Scopula vanaria
Scopula vanaria là một loài bướm đêm trong họ Geometridae.